# Flash Video
Flash Video (FLV) es un formato contenedor propietario que fue ampliamente utilizado para transmitir vídeo por Internet sobre el complemento Adobe Flash Player (anteriormente conocido como Macromedia Flash Player), desde la versión 6 hasta la 10. Los contenidos FLV pueden ser incrustados dentro de archivos SWF. Entre los sitios más notables que utilizaban el formato FLV se encuentran Reuters.com, Vevo, Yahoo! Video, Google Vídeo o YouTube.
Flash Video puede ser visto en la mayoría de los sistemas operativos mediante el plugin Adobe Flash Player, disponible para la mayoría de navegadores web, o de otros programas de terceros como MPlayer, VLC media player, o cualquier reproductor que use filtros DirectShow (tales como Media Player Classic, Windows Media Player y Windows Media Center) cuando el filtro ffdshow está instalado.

## Formato de video
Los archivos FLV contienen bit streams de video que son una variante del estándar H.263, bajo el nombre de Sorenson Spark. Flash Player 8 y las nuevas versiones soportan la reproducción de video On2 TrueMotion VP6. On2 VP6 puede proveer más alta calidad visual que Sorenson Spark, especialmente cuando se usa un bit rate menor. Por otro lado es computacionalmente más complejo y por lo tanto puede tener problemas al utilizarse en sistemas con configuraciones antiguas.
El archivo FLV soporta dos nuevas versiones del llamado códec "screenshare" que es un formato de codificación diseñado para screencasts. Ambos formatos están basados en mapas de bits y pueden tener pérdida al reducir la profundidad de color y están comprimidos usando zlib. La segunda versión es reproducible en el Flash Player 8 o superior.
El soporte para codificar archivo FLV es proporcionado por una herramienta de codificación incluida en Macromedia Flash 8 Professional de Adobe, las herramientas de codificación Flix de On2, Sorenson Squeeze, FFmpeg y otras herramientas de terceros.

## Formato de audio
El audio en los archivos FLV se encuentra regularmente codificado como MP3.
Aunque recientemente se han incorporado distintas codificaciones como Speex, ADPCM, Nellymoser.

## Opciones de distribución
Los archivos FLV pueden ser distribuidos en varias diferentes maneras:
- Como un archivo FLV autónomo. Aunque los archivos FLV son normalmente distribuidos usando Flash Player como control, los archivos FLV son contenedores de vídeo similares a AVI o MPEG, y puede ser reproducido o convertido a otros formatos.

- Incrustados en un archivo SWF usando herramientas de edición de Flash (soportada en Flash Player 6 y superiores). El archivo entero debe ser transferido antes de que la reproducción pueda comenzar. Modificar el archivo de vídeo requiere reconstruir el SWF.

- Descarga progresiva vía HTTP (soportada en Flash Player 7 y superiores). Este método usa ActionScript para incluir un archivo alojado externamente, en el lado del cliente para su reproducción. La descarga progresiva tiene varias ventajas, incluyendo el buffer de datos, uso de servidores HTTP genéricos, y la habilidad de reutilizar un solo reproductor en SWF para múltiples fuentes FLV. Flash Player 8 incluye soporte para accesos aleatorios dentro de archivos de video usando la funcionalidad de descarga parcial del HTTP, algunas veces referido como streaming. Sin embargo, a diferencia del streaming usando RTMP, el "streaming" HTTP no soporta transmisiones en tiempo real. El streaming vía HTTP requiere un reproductor personalizado y la inyección de metadatos específicos del FLV conteniendo la posición exacta de inicio en bytes y el código de tiempo (timecode) de cada cuadro clave (keyframe). Usando esta información específica, un reproductor FLV personalizado puede solicitar cualquier parte del archivo FLV empezando en un cuadro específico. Así es como ocurre en Google Video, que soporta descargas progresivas y puede buscar cualquier parte del video antes de que el buffering se complete. YouTube, si bien al principio no ofrecía dicha funcionalidad, ahora ya la ofrece.

- Usando streaming vía RTMP al Flash Player mediante Flash Media Server (anteriormente llamado Flash Communication Server) o su alternativa open source red5.

- Adobe AIR

## Críticas a Flash
Steve Jobs, el fundador de Apple, se negó a incorporar Flash en los productos iPhone, iPod y iPad. Las razones que aducía eran las siguientes:
1. Es un software 100% propietario, es decir, cerrado a los aportes de terceros.
2. Hay un formato más moderno, H.264, que está disponible en los citados dispositivos de Apple.
3. Tiene un antiguo historial de problemas de seguridad no resueltos.
4. Requiere decodificación por hardware, lo que puede aumentar hasta en un 100% el uso de la batería de dispositivos móviles.

## Caída en desuso
Debido a la reciente apuesta por el HTML5, incluyendo el nuevo tag <video>, los vídeos codificados en FLV se han reducido hasta casi la extinción completa en Internet. Con el soporte HTML5 incluido en la totalidad de navegadores web populares como son Internet Explorer, Google Chrome, Safari o Mozilla Firefox, todos los contenidos de vídeo que antes eran ofrecidos en FLV mediante Flash Player han pasado a ser ofrecidos con HTML5 y en formato MP4 codificado generalmente con el codec H.264, o webm entre otros.
Otro de los factores que aceleraron la caída de FLV fueron: 
- El rendimiento desfavorable del FLV sobre Adobe Flash Player respecto a sus homónimos en HTML5.
- Los constantes problemas de seguridad y estabilidad de Adobe Flash Player.
- El uso de una variante del codec .H263, cuando .H264 se presentó con grandes mejoras para vídeo en streaming.